# Schloss Sigmaringen
Das Schloss Sigmaringen, auch Hohenzollernschloss, ist ein ehemaliges fürstliches Residenzschloss und Verwaltungssitz der Fürsten von Hohenzollern-Sigmaringen in der baden-württembergischen Stadt Sigmaringen.

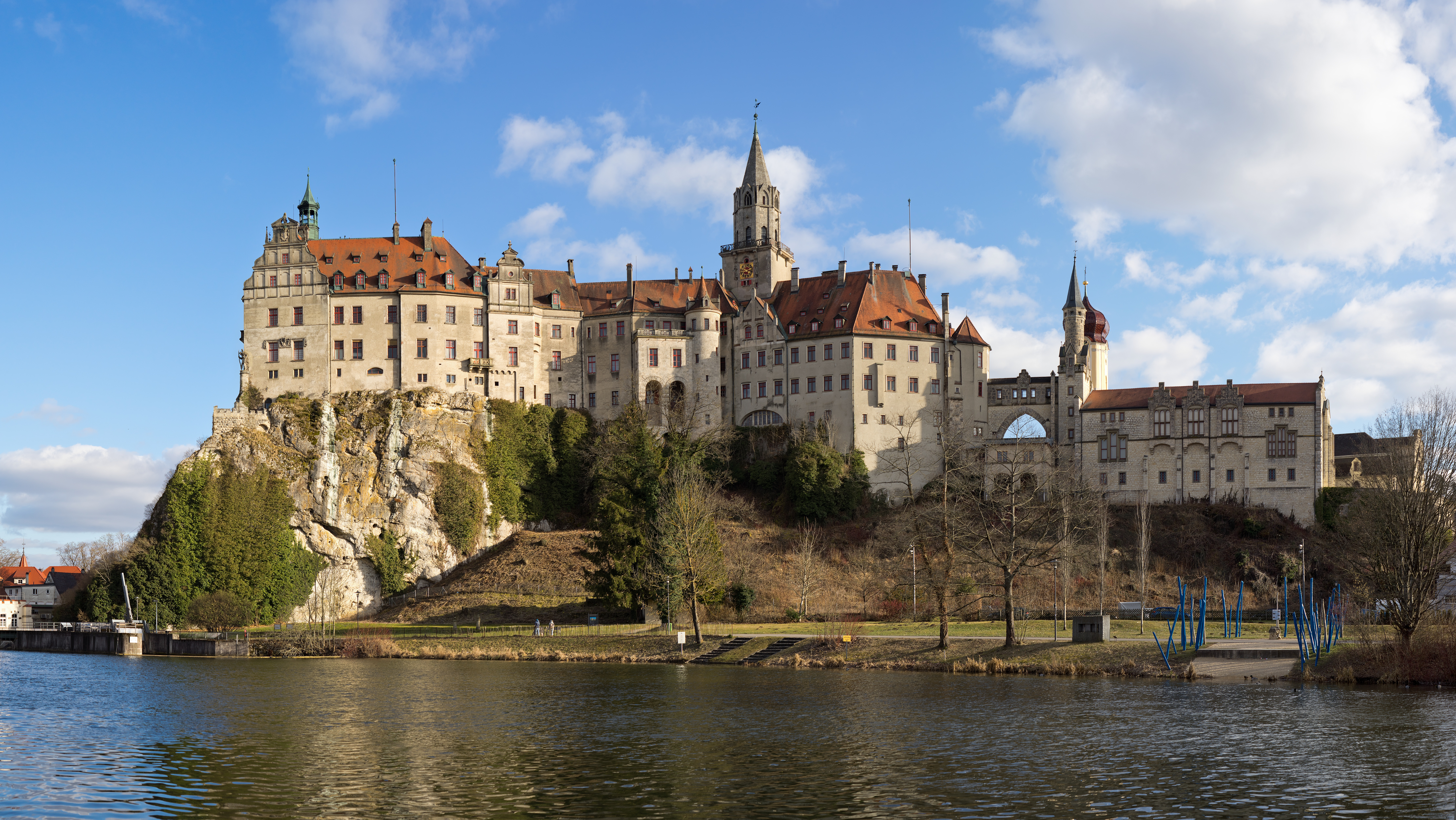
Schloss Sigmaringen – Nordwestansicht

## Lage
Sigmaringen liegt am südlichen Rand der Schwäbischen Alb. Das Fürstenschloss wurde unterhalb des engen Durchbruchstals der Donau im heutigen Naturpark Obere Donau erbaut. Das Schloss thront auf einem die Donau einengenden, lang gestreckten Kalkfelsen des Weißjuras, dem „Schlossberg“. Der Felsrücken ist rund 200 Meter lang und erhebt sich bis zu 35 Meter über die Donau. Das auf dem freistehenden Felsen erbaute Schloss ist das größte aller Donautal-Schlösser. Der Felsen fällt nördlich und östlich zur Donau steil ab und bot einer mittelalterlichen Burg strategischen Schutz. Das Schloss befindet sich auf rund 605 Meter über Meereshöhe, die Donau auf 570 Meter.

## Geschichte

### Mittelalter

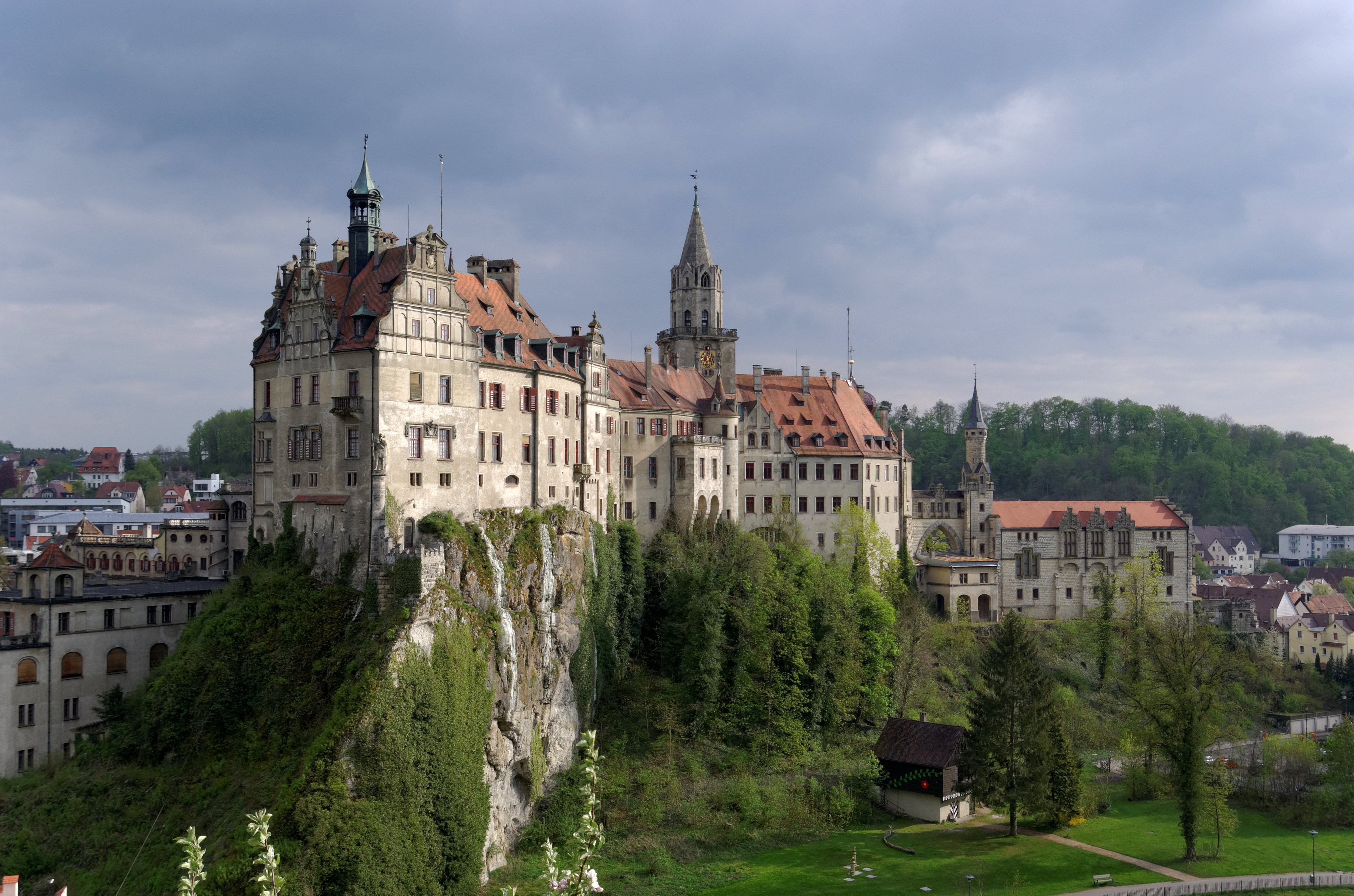
Schloss Sigmaringen auf dem Schlossberg – Nordseite, Ansicht vom Aussichtspunkt Mühlberg

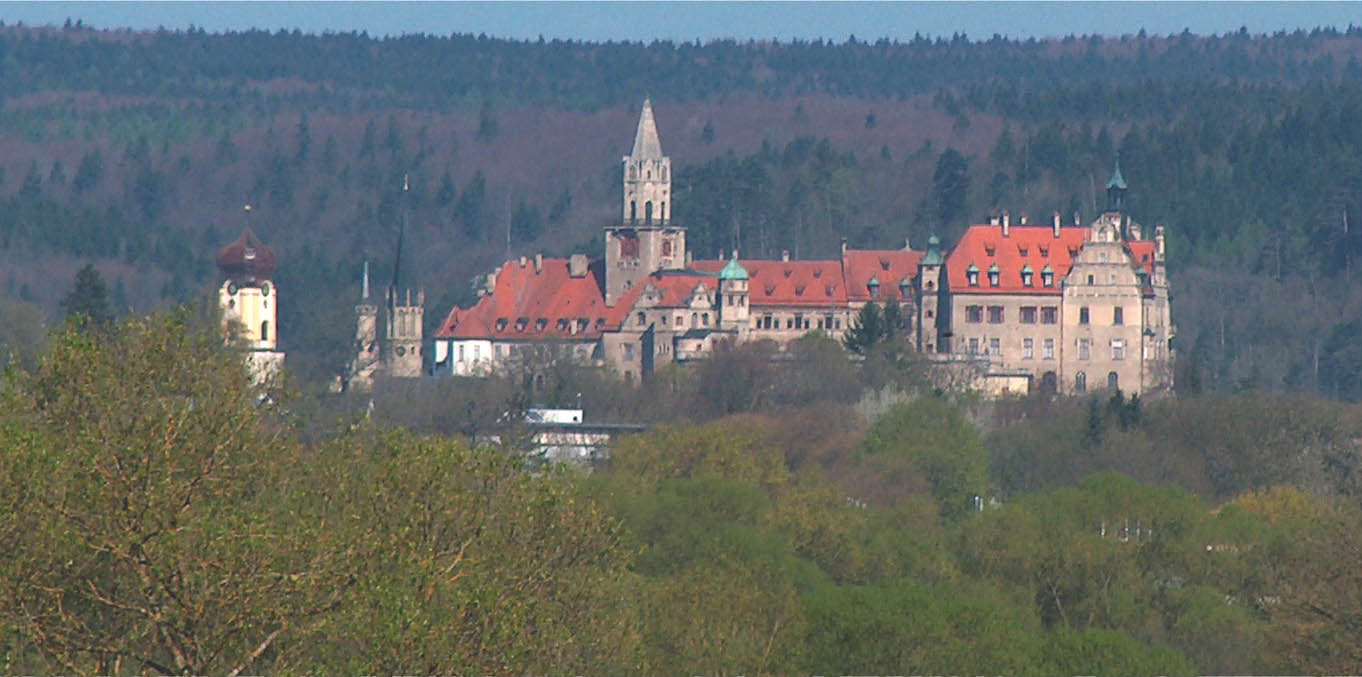
Schloss Sigmaringen – Südansicht

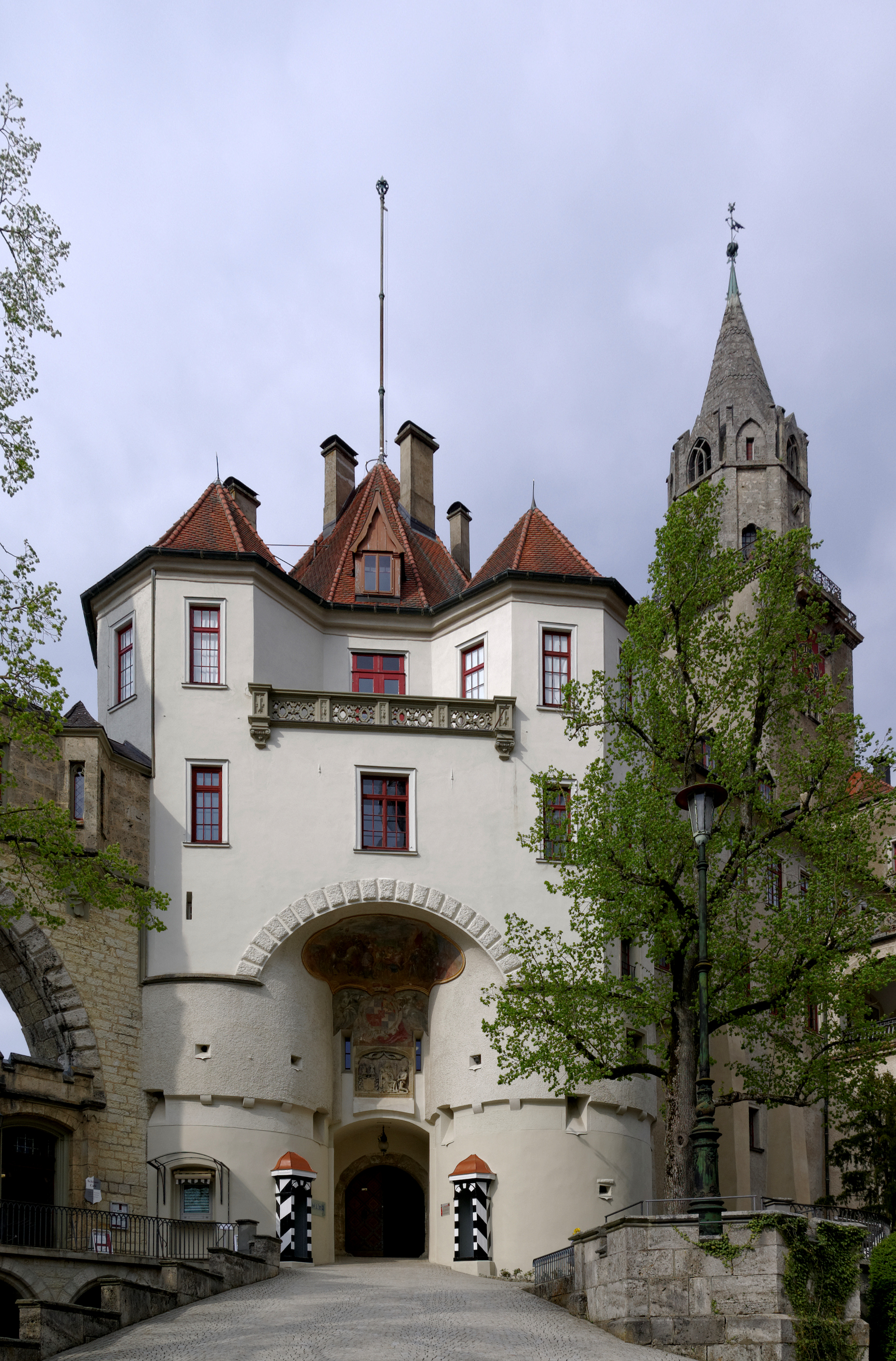
Hauptportal

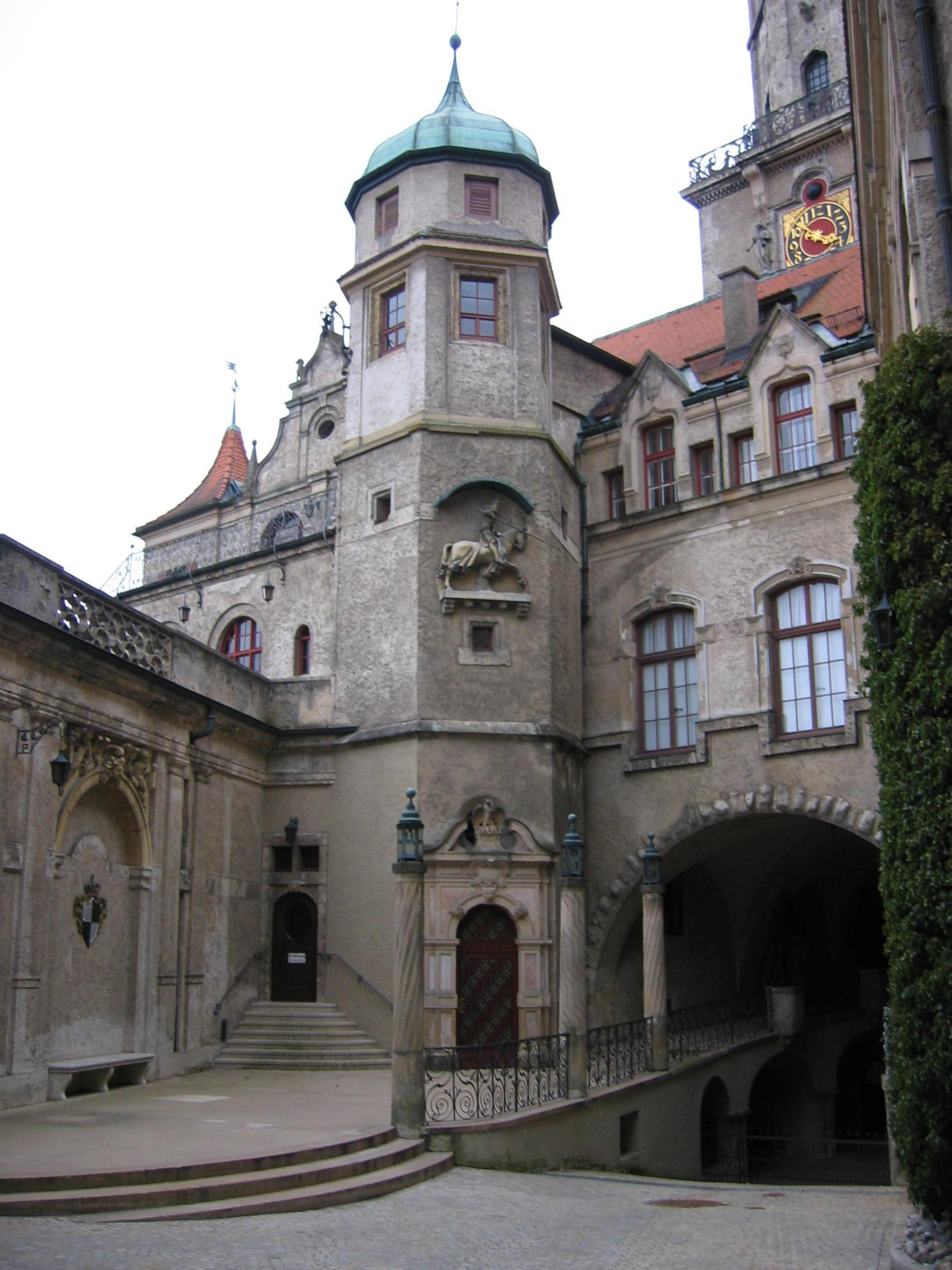
Ansicht Innenhof

Im 11. Jahrhundert, am Ende des Frühmittelalters, entstand die erste Burganlage auf dem talabriegelnden Felsen. Sie wurde erstmals 1077 nach der vergeblichen Belagerung der Burg Sigmaringen durch Rudolf von Schwaben im Krieg gegen Kaiser Heinrich IV. erwähnt.
Im Jahr 1083 wurde erstmals in Heratskirch (bei Saulgau) als Zeugen einer Urkunde für das Kloster Königseggwald das Brüderpaar Ludwig und Manegold von Sigmaringen bezeugt. Ludwig von Sigmaringen war mit Richinza von Spitzenberg, Tochter des Berthold I. von Zähringen, verheiratet. Er erbaute Ende des 11. Jahrhunderts auf dem Spitzenberg bei Kuchen eine Burg. Der Spitzenberg und das dazugehörende Gebiet war ein Erbgut dieser Richinza. Aus dieser Ehe entstammen die vier Kinder Mathilde von Spitzenberg, die Gemahlin des Aribo von Wertingen, der Geistliche Ulrich von Sigmaringen, Ludwig II. von Sigmaringen-Spitzenberg und Manegold von Sigmaringen-Spitzenberg. Die drei Brüder Ulrich, Ludwig und Mangold von Sigmaringen sind im 11. Jahrhundert als Stifter des Klosters Sankt Georgen im Schwarzwald genannt.
Von 1133 bis 1170 wird Rudolf von Sigmaringen-Spitzenberg, Sohn des Ludwig II. von Sigmaringen-Spitzenberg, im Jahr 1183 Graf Ludwig von Sigmaringen-Spitzenberg-Helfenstein, Sohn Rudolfs, genannt. Bereits 1147 wurde Ludwig in einer Urkunde Walters von Dillingen, Bischof von Augsburg, zusammen mit seinem Vater Rudolf und seinen Brüdern Ulrich II. von Sigmaringen-Spitzenberg und Gottfried von Spitzenberg, Bischof von Würzburg, als Herr von Spitzenberg-Sigmaringen erwähnt.
Unter den Grafen von Helfenstein ließ man um 1200 die Burg Sigmaringen umbauen bzw. sie völlig neu in Buckelquaderbauweise bauen. Zwischen 1209 und 1258 ist Graf Gottfried von Sigmaringen-Helfenstein und dessen Sohn Graf Gebhard von Sigmaringen-Pietengau bezeugt. 1258 tritt der Vetter Graf Gebhards, nämlich Graf Ulrich II. von Helfenstein, als Besitzer der Burg von Sigmaringen auf. Graf Ulrichs II. Tochter Agnes heiratete Graf Ulrich I. von Montfort. Damit ging im Jahr 1272 Sigmaringen an die Grafen von Montfort. Graf Hugo V. von Montfort, Sohn des Grafen Ulrich I. von Montfort, verkaufte im Jahre 1290 die Burg mit der Grafschaft, der Stadt Sigmaringen, an Albrecht und Rudolf von Habsburg.
Vor 1325 verpfändete Herzog Luipold von Habsburg die Burg und die Grafschaft Sigmaringen an die Grafen von Württemberg, später ging beides in deren Besitz. Im Jahr 1399 schließlich übergab Graf Eberhard von Württemberg seinen Eigenbesitz, die Burg und Grafschaft Sigmaringen und die österreichische Pfandschaft Veringen seinem Onkel und Vertrauten, dem Grafen Eberhard III. von Werdenberg (1387–1416), genannt zu Heiligenberg, zu Lehen. Dessen Sohn Graf Johann IV. von Werdenberg (1416–1465) und seine Gemahlin Gräfin von Württemberg (ohne Zustimmung Württembergs verheiratet) erwarben 1459 die Grafschaft Sigmaringen samt Burg. Als geschickter Schachzug und zur Sicherung seines Besitzes erklärte er dieses bereits im Folgejahr als österreichisches Lehen. Zwischen 1460 und 1500, unter den Grafen von Werdenberg, erfuhr die Burg Umbau und Erweiterung zum Schloss Sigmaringen, dessen Ausdehnung sich bis heute erhielt.

### Frühe Neuzeit
Hugo IX. zu Sigmaringen (1459–1508), Sohn des Johann IV., starb ohne männlichen Nachkommen. Seine Schwester Anna von Werdenberg heiratete 1516 Graf Friedrich von Fürstenberg. Im Jahr 1521 wurde Christoph (1494–1534) mit seinen Brüdern Johann VI. und Felix I. von Werdenberg von Kaiser Karl V. zum letzten Mal mit Sigmaringen belehnt. Graf Christoph heiratete, nachdem seine erste Ehe mit Eleonore Gonzaga kinderlos blieb, 1526 Johanna von Bröseln, Witwe des Grafen Eitel Friedrich III. von Hohenzollern. Bis auf Christophs Tochter Anna, Gemahlin Friedrichs II. von Fürstenberg, verstarben alle seine Kinder sehr früh.
Laut Zimmerischer Chronik kam es vor 1530, als Graf Felix I. und Leonora Werdenberg (die uneheliche Tochter Hugos IX. und Mätresse Felix’ und Christophs von Werdenberg) im Badhaus dem dortigen Feuer zu wenig Beachtung schenkten, zu einem Brand, der sich auf das gesamte „hünderhaus“ ausweitete.
Im Jahr 1534, nach dem Tod des letzten männlichen Werdenbergers, erhob Graf Friedrich von Fürstenberg Anspruch auf das Erbe. König Ferdinand I. belehnte jedoch 1535 Karl (1516–1576), den Sohn aus Johanna von Bröselns erster Ehe mit Eitel Friedrich III. von Hohenzollern, mit den Grafschaften Sigmaringen und Veringen.
Karl I. war der erste Hohenzoller, der über Sigmaringen herrschte.
Im Jahr 1539 kam es zu einem weiteren Schlossbrand.
1540 gelangten Sigmaringen und Veringen über den sogenannten „Pfullendorfer Vertrag“ endgültig an das Haus Hohenzollern. Graf Karl I. von Hohenzollern zog in das Schloss.
Karl II. von Hohenzollern-Sigmaringen (1547–1606), Sohn von Karl I. von Hohenzollern, war von 1576 bis 1606 Graf von Hohenzollern-Sigmaringen. Karl II. war Stammvater der Sigmaringer-Linie seit 1575. Er ließ das Schloss umbauen. Zwischen 1576 und 1606 ließ er die Überwölbung der Burgeinfahrt errichten und ordnete den Neubau der Kirche neben dem Schloss an.
Im Jahr 1576 teilte sich das hohenzollerische Stammhaus in die vier Linien Hohenzollern (erlosch 1602), Hohenzollern-Haigerloch (erlosch 1634), Hohenzollern-Hechingen (erlosch 1869) und Hohenzollern-Sigmaringen. Sigmaringen war von da an bis 1850 Haupt- und Residenzstadt des Fürstentums Hohenzollern-Sigmaringen.

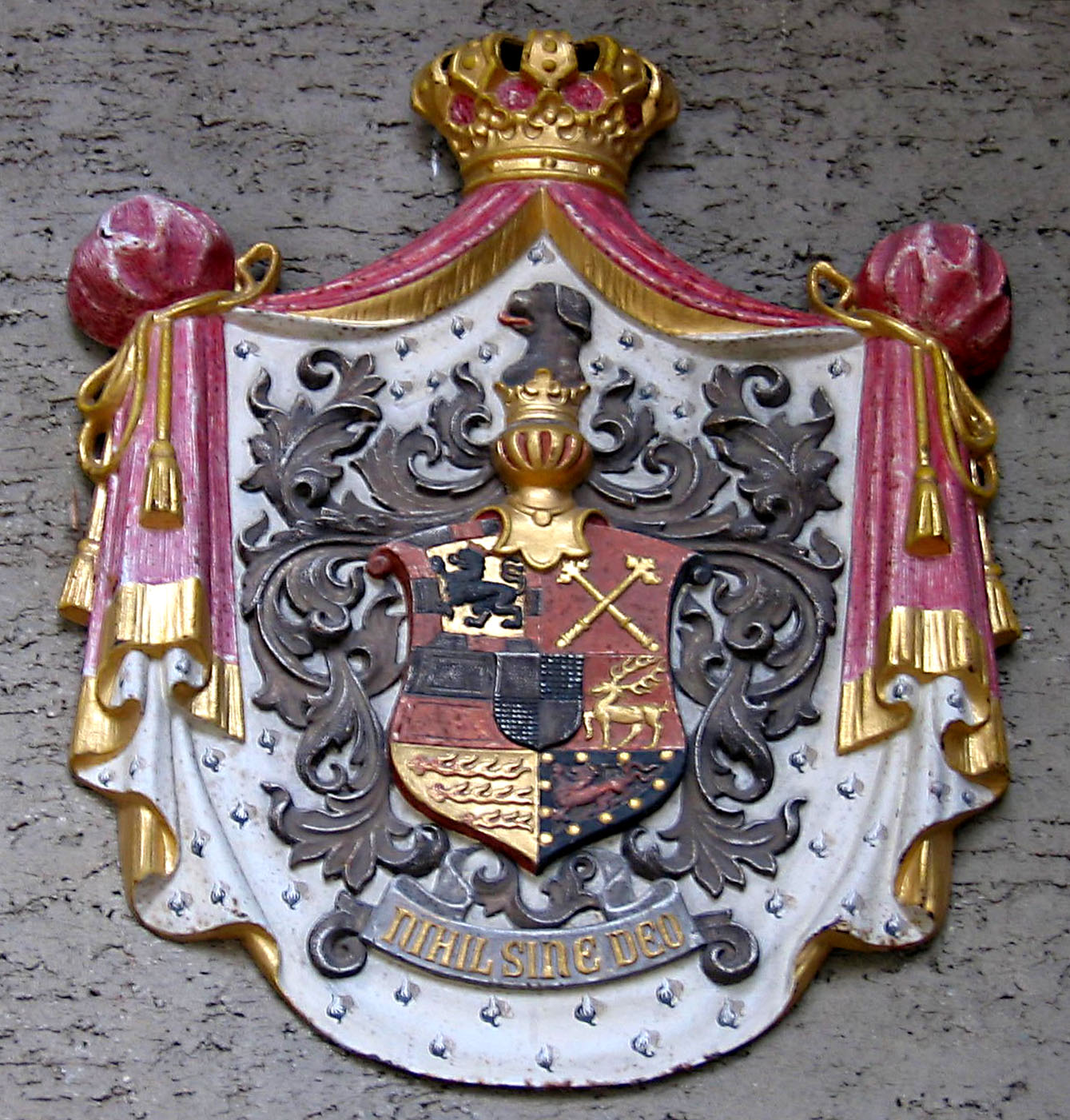
Im Schloss Sigmaringen gezeigtes Wappen der Hohenzollern-Sigmaringen

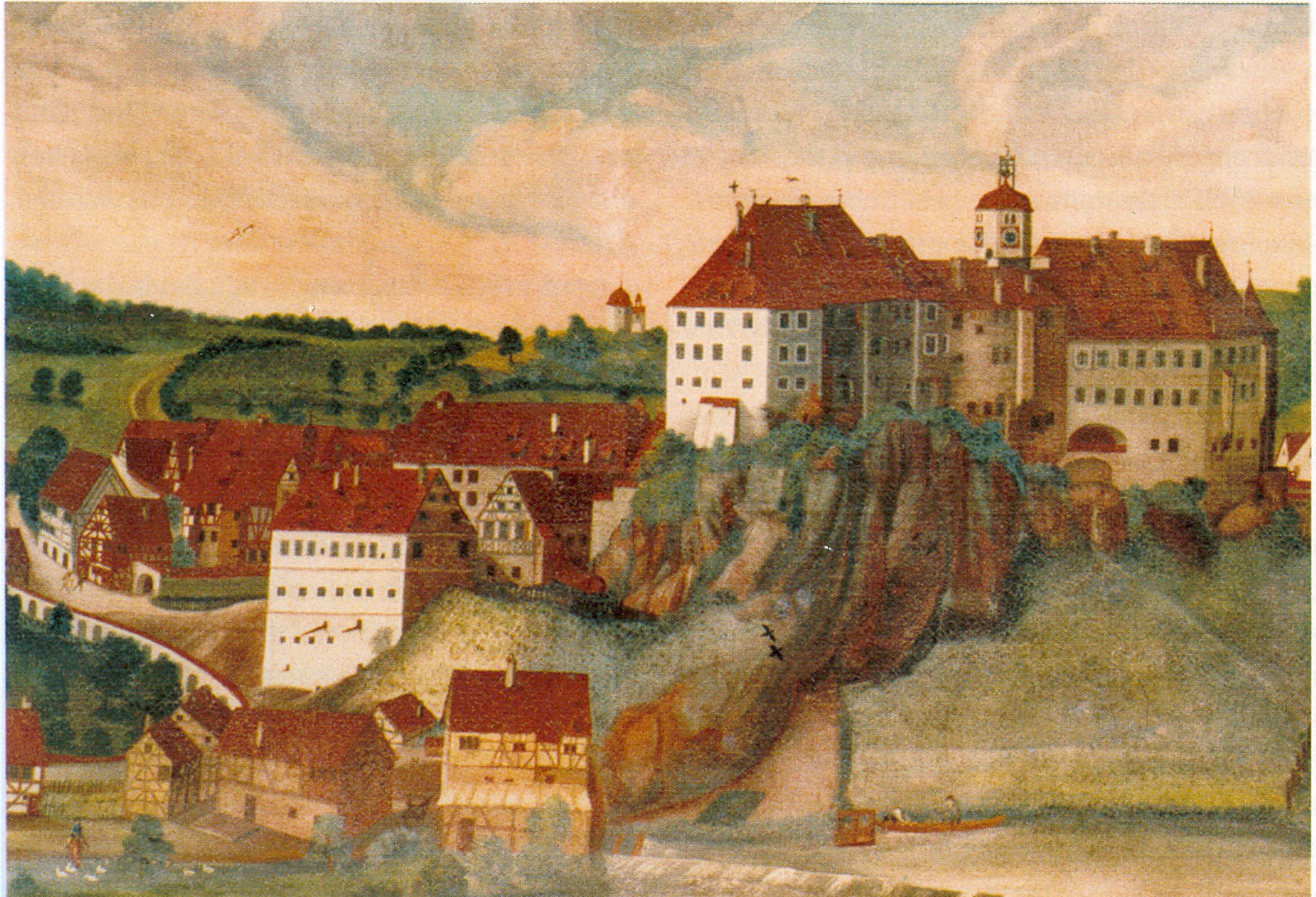
Um 1750

Johann von Hohenzollern-Sigmaringen (1578–1638), Sohn des Grafen Karl II., war von 1606 bis 1623 Graf von Hohenzollern-Sigmaringen. Die Familie wurde 1623 in den Reichsfürstenstand erhoben. Karl II. war somit 1623 bis 1638 der erste Fürst von Hohenzollern-Sigmaringen.

### Barock bis 1848
Die Verwüstungen des Dreißigjährigen Kriegs machten aber auch vor Sigmaringen nicht halt. Das Schloss wurde 1632 von den Schweden besetzt und im Folgejahr von den Kaiserlichen wieder befreit. Johann selbst hielt sich in Bayern auf, wo er dann auch 1638, vier Jahre nach seiner Frau, im Alter von 60 Jahren starb.
Johanns Sohn Meinrad I. von Hohenzollern-Sigmaringen (1605–1681) war von 1638 bis 1681 Fürst. Nachdem es 1633 bei der Zurückeroberung unter General Horn durch Brand zur Zerstörung des östlichen Teiles des Schlosses gekommen war, ließ Meinrad I. die abgebrannten Teile 1658 und 1659 durch Michael Beer wieder aufbauen und die beiden werdenbergischen Ostbauten unter einem Dach verbinden.
Maximilian (1636–1689), Sohn des Fürsten Meinrad I., war von 1681 bis 1689 Fürst von Hohenzollern-Sigmaringen.
Dessen Sohn Meinrad II. (1673–1715) herrschte von 1689 bis 1715 als Fürst. Er regierte ab 1698 in Haigerloch. Joseph (1702–1769) regierte von 1715 bis 1769 und ordnete 1724 den Neubau des Marstalles an. Zudem ließ er im Jahre 1736 das Schloss Sigmaringen modernisieren und umbauen und den Rittersaal zum Ahnensaal ausgestalten. Der sogenannte Fürst-Josephs-Bau erinnert an diese Zeit. Dessen Sohn Karl Friedrich von Hohenzollern-Sigmaringen regierte von 1769 bis 1785.
Sein Sohn Anton Aloys (1762–1831), der von 1785 bis 1831 regierte, ließ zwischen 1815 und 1817 den sogenannten Fruchtkasten zum fünfgeschossigen Kavaliersbau, dem sogenannten Wilhelmsbau, umbauen.

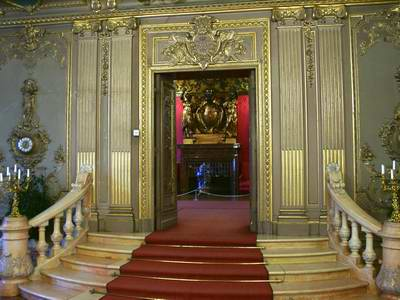
Der Französische Saal/Speisesaal

Fürst Karl von Hohenzollern-Sigmaringen (1785–1853), Sohn des Anton Aloys, herrschte von 1831 bis 1848. 1833 berief Karl einen konstituierenden Landtag ein und proklamierte dabei eine Verfassungsurkunde als Grundgesetz für das Fürstentum. Er begründete das Landeskrankenhaus und ließ das Ständehaus am Leopoldsplatz in Sigmaringen bauen (heute Sitz der Hohenzollerischen Landesbank). Karls Verdienst war auch die Aufhebung der Leibeigenschaft und verschiedener Grundlasten. Seine Frau Antoinette (1793–1847) begann damit, die fürstliche Residenz nach französischem Chic neu einzurichten, angefangen bei der Möblierung über die Tapeten bis zu den Spiegeln für den Speisesaal. Sie öffnete dem Haus Hohenzollern den Zugang in die europäische Aristokratie. So verweilte als Gast der Fürstin der spätere französische Kaiser Napoleon III. mehrmals in Sigmaringen.

### Gründerzeit und Kaiserreich
Im Zuge der deutschen Revolution von 1848 dankte Karl zu Gunsten seines liberaler eingestellten Sohnes Karl Anton (1848–1885) ab. Dieser gab nach kurzer Zeit die Souveränität an das Königreich Preußen ab. 1857 wurde nach ihm das Spital in „Fürst-Carl-Landesspital“ umbenannt. 1869 wurde er nach dem Tod des letzten Fürsten von Hohenzollern-Hechingen Konstantin und der Angliederung dieses Gebiets Fürst von Hohenzollern.
Karl Anton wurde bekannt als „Baumeister der Hohenzollern“, er baute das Schloss zu einem Treffpunkt des europäischen Hochadels aus. Hierzu ließ er 1855 Wände im Obergeschoss entfernen und den sogenannten Altdeutschen Saal einbauen. 1864 schuf er durch die Umgestaltung des Gewölberaumes über der südlichen Umfassungsmauer die Waffenhalle. Von 1862 bis 1867 wurde der Neubau der Kunsthalle als Galeriebau (heute Museum) errichtet. Um den Repräsentationspflichten als Mitglied des deutschen Hochadels gerecht zu werden, ließ er im Jahr 1872 den Speisesaal durch den Pariser Architekten Lambert zu einem französischen Salon umgestalten. 1877 ließ er den Bergfried erhöhen, die welsche Haube entfernen und einen spitzen Helm aufsetzen. Im Jahr darauf wurde der Ahnensaal umgestaltet.
Seit 1871 werden im Schloss „Schlossführungen“ angeboten, bei der die Geschichte des Schlosses und des Hauses Hohenzollern wiedergegeben wird. 1884 erhielt das Schloss erstmals elektrische Beleuchtung, die zunächst nur temporär zur Goldenen Hochzeit des Fürstenpaares durch die Firma Ludwig August Riedinger (Augsburg) eingebaut, aber aus Begeisterung über dieses neuartige Licht zur permanenten Einrichtung wurde. Leopold von Hohenzollern (1835–1905), dessen Thronkandidatur für Spanien den Deutsch-Französischen Krieg von 1870–1871 auslöste, regierte von 1885 bis 1905 als Fürst des Hauses Hohenzollern-Sigmaringen und Hohenzollern.
Am 17. April 1893 lösten Elektroarbeiten einen verheerenden Brand aus. Ein Elektriker entzündete mit seiner Lötlampe leicht entflammbare Dämmstoffe, die sich im Zwischenraum einer Decke befanden. Das Feuer breitete sich in Windeseile im Dachstuhl aus. 
Abends um 19:45 Uhr eilten die Feuerwehren aus Sigmaringen, Laiz, Inzigkofen, Jungnau, Krauchenwies, Bingen, Hitzkofen, Sigmaringendorf, Mengen, Scheer und Riedlingen zum Brand. Nach zehnstündigem Einsatz konnte das Feuer unter Kontrolle gebracht werden, aber der Ostflügel wurde fast vollständig zerstört.
Zwischen 1895 und 1908 wurden unter Hofbaurat Johannes de Pay (1840–1899), dem königlichen Hofbaurat Albert Geyer (1846–1938) aus Berlin und ab 1900 dem Münchner Architekten Emanuel von Seidl (1860–1919) der zerstörte Teil wiederaufgebaut, der Bibliotheksbau neu errichtet sowie der Römerturm und der Wilhelmsbau umgebaut und in ihrem Erscheinungsbild stark verändert. Die Konzeption für die umfassende Neugestaltung geht auf die Planung von Albert Geyer zurück. Die Baupläne werden als Depositum des fürstlich-hohenzollerischen Haus- und Domänenarchivs im Staatsarchiv Sigmaringen verwahrt. Frankophile Einflüsse führten zum Einbau eines Boudoirs und von Bidets. 1899 und 1906 wurden andere Bereiche des Schlosses im Stil des Eklektizismus völlig neu gestaltet. Zudem ließ Leopold die sogenannte Portugiesische Galerie mit ihrer für Emanuel von Seidl typischen Muschelornamentik aufbauen. Der Muschelsaal im Augustiner-Brauhaus in München, den der Architekt 1897 als erstes großes Werk fertigstellte, zeigt den künstlerischen Ansatz, der sich in der Portugiesischen Galerie wiederfindet. Dieser Bauabschnitt fand erst unter Leopolds Sohn Wilhelm von Hohenzollern (1864–1927), von 1905 bis 1927 Fürst des Hauses, ein Ende.
Noch zu Zeiten Leopolds kam es 1901 zum Abbruch des Turmaufbaus. Es wurde ein oktogonales, spitzes Helmdach aus Tuffstein erstellt.
Wilhelms Sohn Friedrich von Hohenzollern (1891–1965) war von 1927 bis 1965 Oberhaupt des Hauses. Er ließ die Wagenremise im unteren Geschoss des Museums zum frühgeschichtlichen Museum ausbauen.

### Zweiter Weltkrieg bis heute

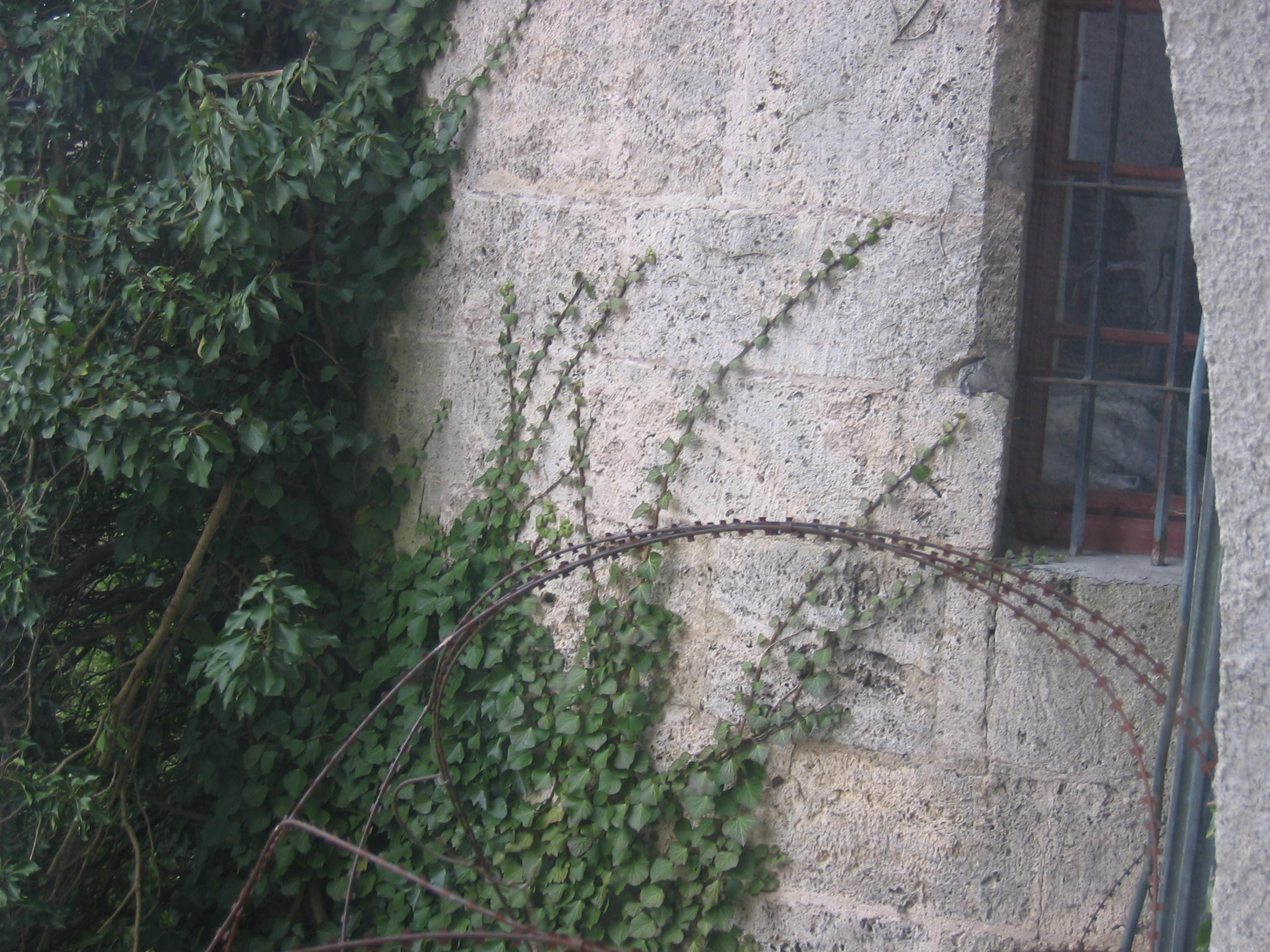
Stacheldraht – Zeugnis des Vichy-Regimes in Schloss Sigmaringen

Nach der alliierten Landung im Zweiten Weltkrieg in Frankreich wurden im September 1944 Philippe Pétain, Pierre Laval und weitere Mitglieder des französischen Vichy-Regimes auf das Schloss Sigmaringen evakuiert, welches fortan – zusammen mit dem Prinzenbau – bis April 1945 als französische Enklave extraterritorialen Status genoss. Hier versuchten die Nationalsozialisten, Pétain zur Mitwirkung an einer faschistischen Regierung und der Ernennung von Jacques Doriot zum Regierungschef zu bewegen; doch er weigerte sich und betrachtete sich als Kriegsgefangenen. Die fürstliche Familie wurde durch die Gestapo zwangsweise ausquartiert und auf Schloss Wilflingen der Familie Stauffenberg, das nach dem gescheiterten Attentat vom 20. Juli 1944 beschlagnahmt worden war, interniert. Die französischen Schriftsteller Louis-Ferdinand Céline und Lucien Rebatet fürchteten wegen ihrer politischen und anti-jüdischen Schriften um ihr Leben und flohen gemeinsam mit der Vichy-Regierung nach Sigmaringen. Célines Roman „D’un château à l’autre“, 1957 (deutsch: „Von einem Schloss zum anderen“) beschreibt das Kriegsende und die Eroberung Sigmaringens am 22. April 1945 durch Truppen der 1. französischen Armee. Erst im November 1951 endete die Beschlagnahme durch Frankreich und es kam zur Rückgabe des Schlosses an die Fürstenfamilie.
Ende der 1970er Jahre – während einer Stahlkrise – musste Friedrich Wilhelm Fürst von Hohenzollern zum Erhalt des Hüttenwerks Laucherthal Teile des Familienbesitzes verkaufen. Seit dem Tod seiner Ehefrau Margarita im Jahr 1996 wohnte Friedrich Wilhelm Prinz von Hohenzollern zurückgezogen im Landhaus des Wildparks Josefslust zwischen Krauchenwies und Sigmaringen, das der Sohn und Nachfolger Karl Friedrich Prinz von Hohenzollern nach dem Tod des Vaters 2010 umbauen lässt. Das Schloss ist seitdem vorübergehend wieder Wohnsitz, und die Zugänglichkeit des Areals wurde stark eingeschränkt. Im Schloss befinden sich die Verwaltung der Unternehmensgruppe Fürst von Hohenzollern und das Museum.
Seit 2001 werden im Schloss neben der bestehenden Schlossführung spezielle Themenführungen angeboten. 2013, im Jahr der Gartenschau in Sigmaringen, hatte das Sigmaringer Schloss erstmals mehr als 100.000 Besucher.

## Anlage
Das Schloss ist in seiner heutigen Größe und Aussehen das Ergebnis dreier Bauepochen.
1. Die mittelalterliche Burg des 11. bis 13. Jahrhunderts unter den Grafen von Sigmaringen-Spitzenberg beziehungsweise Spitzenberg-Helfenstein.
2. Der Umbau und die Erweiterung zum Schloss unter den Grafen von Werdenberg.
3. Der Ausbau zur fürstlichen Residenz der Fürsten von Hohenzollern-Sigmaringen

### Burganlage

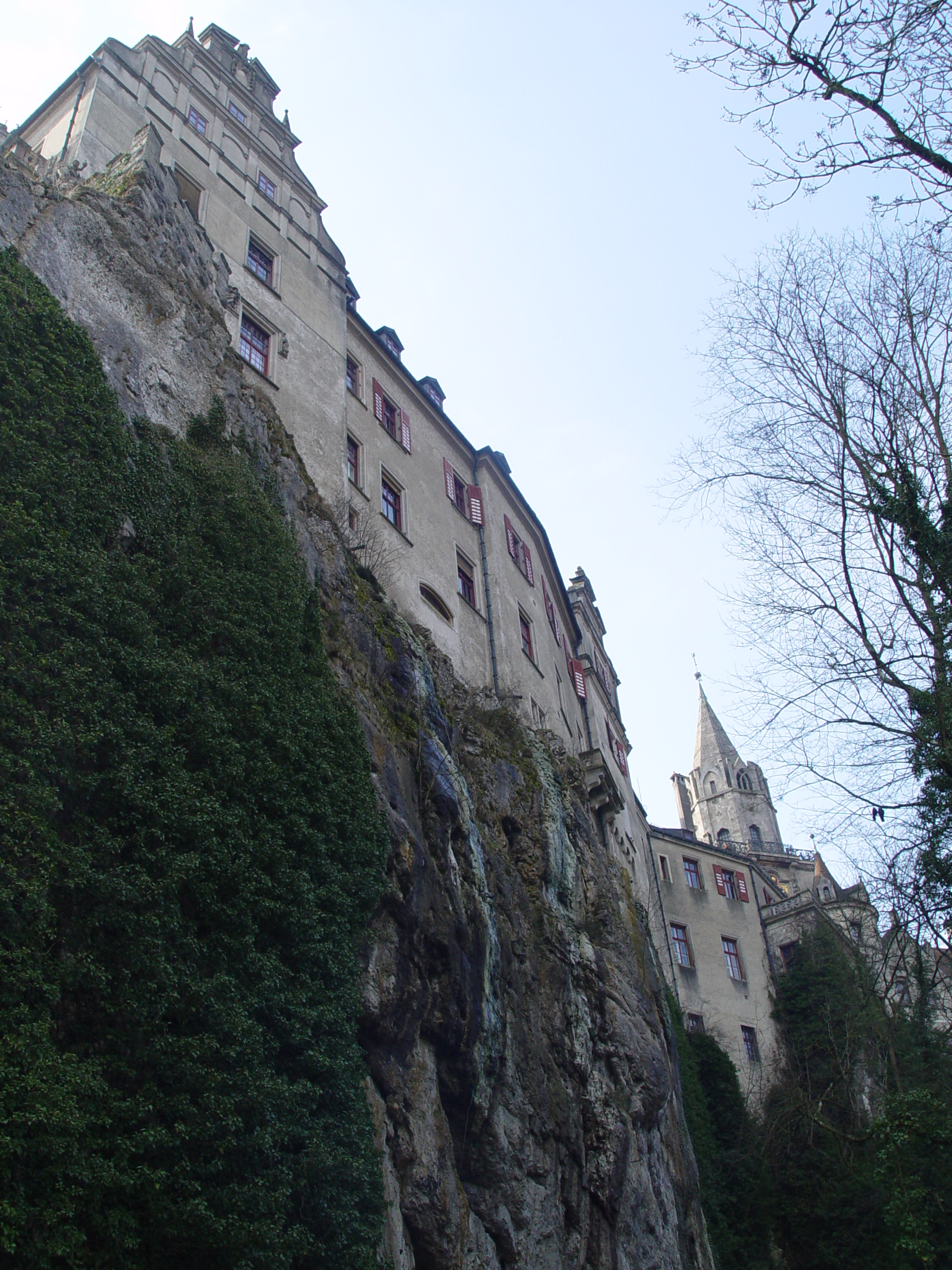
Der östliche Teil des Felsrückens, auf dem die um 1200 erbaute ursprüngliche Burg stand

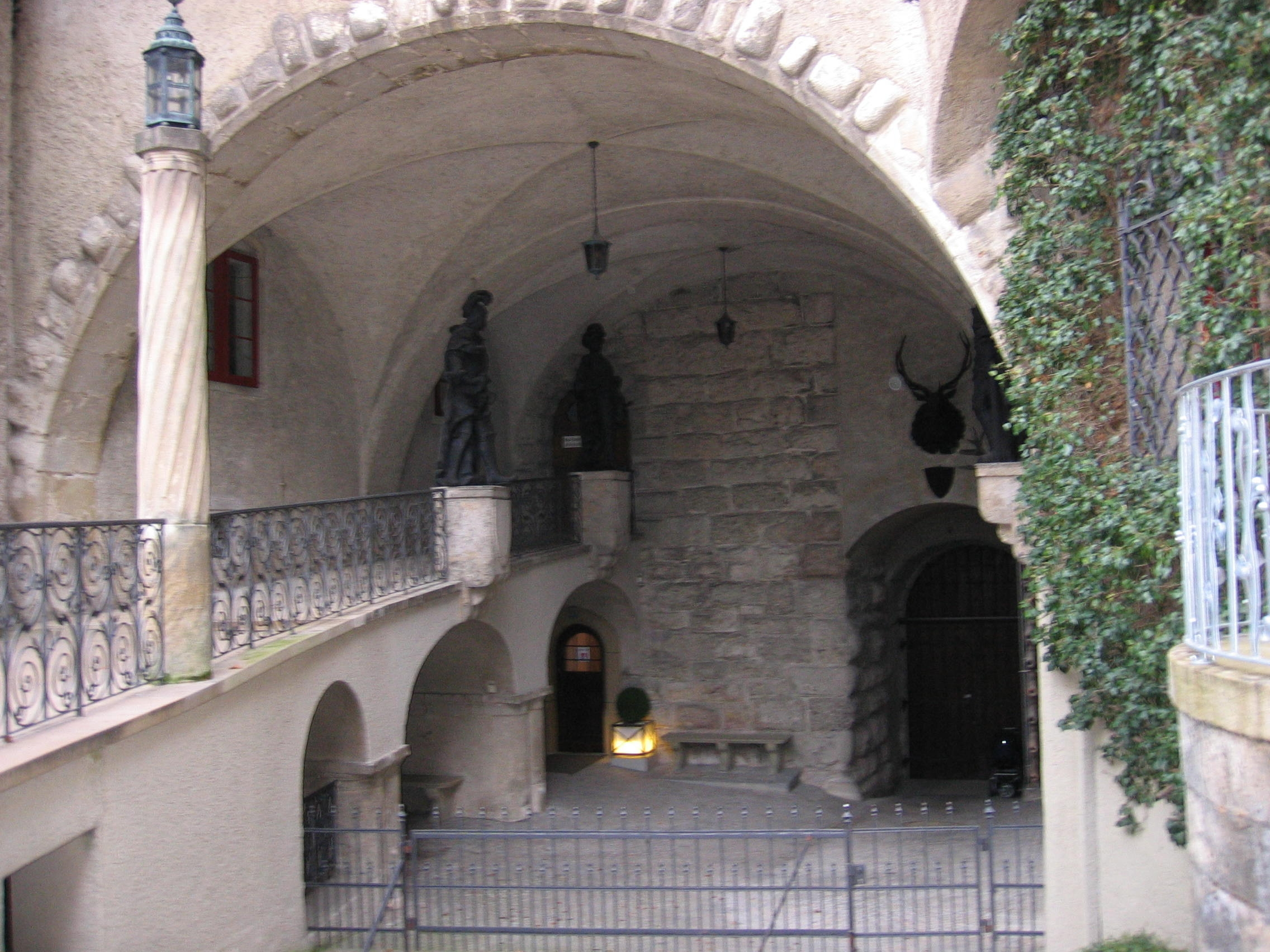
Ansicht Innenhof – Reste des in Buckelquaderbauweise errichteten Bergfrieds im Mauerwerk erkennbar

Die aus der Buckelquaderepoche um 1200 entstammende einstige Burg Sigmaringen ging völlig in den Nachfolgebauten auf. Sie entstand auf dem östlichen Teil des Felsrückens. Sie gehört zu einer der am besten befestigten Burgen der Epoche.
Die damalige Anlage, eine Gipfelburg, maß 80 × 30 Meter, wobei die Kernburg 45 × 20 Meter einnahm. Die flach abfallende und somit gefährdete Westseite war durch einen 25 bis 26 Meter hohen Bergfried gesichert. Er hatte einen fast quadratischen Grundriss von 8,23 × 8,34 Meter. Die Grundmauern der Frontseite weisen 3 Meter und ansonsten noch 2,5 Meter Stärke auf. Der einst viergeschossige Bergfried verjüngt sich nur geringfügig auf 2,50 beziehungsweise 2 Meter. Das Mauerwerk besaß eine Buckelquaderverblendung aus Kalkstein und Nagelfluh. Er konnte in rund acht Meter Höhe durch einen burghofseitigen Eingang betreten werden. Auf der linken Seite, in nördlicher Richtung, befand sich neben diesem Frontturm das Burgtor mit anschließendem Torwarthaus. Das 2,28 Meter breite und 3,96 Meter hohe Burgtor wurde als Rundbogen mit glatten Bogensteinen und Kämpferkapitell erbaut. Es befindet sich heute am Ende der steil rampenartig hochführenden Torhalle. Das Felsplateau wurde zudem durch eine innere Umfassungsmauer umschlossen. Vom damaligen Hauptwohngebäude (Palas) mit seinen Bogenfriesen und dem angeschlossenen Küchenbau nördlich davon, an der höchsten Stelle zum Steilabfall, erhielten sich Reste an der Außenwand. Auf der Südseite, sechs Meter tiefer liegend als die Kernburg, lag ein zehn bis zwölf Meter breiter und ebenfalls ummauerter Vorhof. Hier befindet sich die heutige Waffenhalle. Auf der Ostseite zur Mühle hin befindet sich eine rund zwei Meter breite Nischenöffnung, vermutlich ein unterer Burgeingang. Die sechs bis acht Meter hohe und ebenfalls buckelquaderverblendete äußere Umfassungsmauer bildet heute die Basis der Schlossbauten. Der Bergfried hat im inneren Mauerwerk des Erdgeschosses eine nordwärts gerichtete Öffnung. Diese ist Zugang zu einem schmalen, zur Donau führenden Geheimgang, der wohl liegend oder kriechend genutzt wurde.

## Sehenswertes
Mächtige Säle und Salons mit prächtigen Möbeln, Gemälden und wertvollem Porzellan eröffnen dem Besucher einen Einblick in die höfische Pracht der vergangenen Jahrhunderte. Sammlungen vor- und frühgeschichtlicher Zeit werden ebenso gezeigt wie Werke schwäbischer Maler, Bildhauer und Kunstschmiede. Die Waffenhalle zeigt eine der größten privaten Waffensammlungen Europas mit Exponaten vom Mittelalter bis zur Gegenwart. Das Marstallmuseum präsentiert den fürstlichen Fuhrpark.

### Waffensammlung

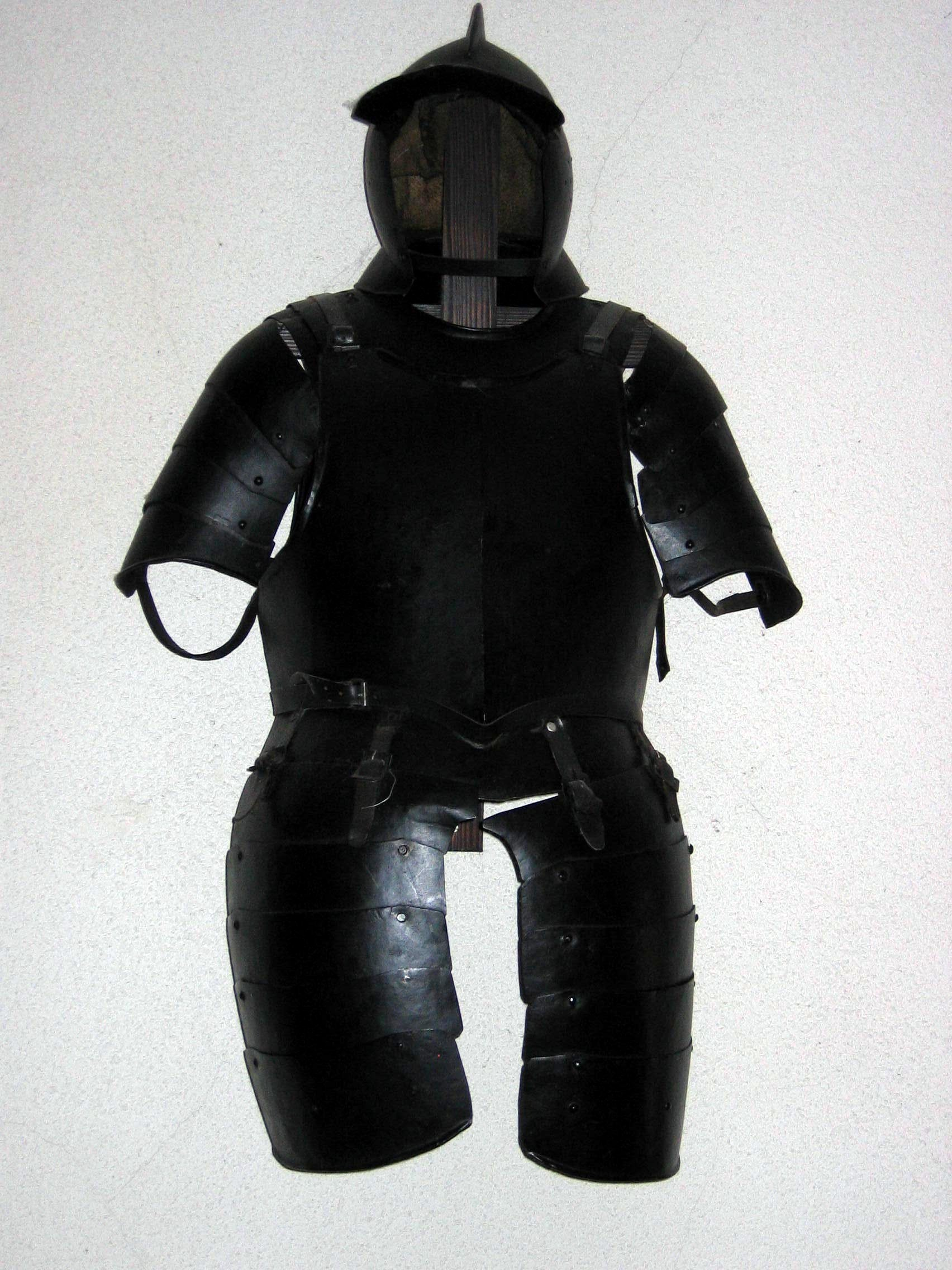
Im Schloss gezeigter Harnisch

Die Waffensammlung im Schloss Sigmaringen gilt mit ihren rund 3000 Ausstellungsstücken als die größte private Waffensammlung Europas. Die fürstliche Sammlung ist auf Fürst Karl Anton von Hohenzollern-Sigmaringen zurückzuführen. Dessen Sammelleidenschaft, Mitte des 18. Jahrhunderts, ist es zu verdanken, dass sich eine der umfangreichsten und schönsten Waffensammlungen im Sigmaringer Schloss befindet. Die Exponate der Sammlung zeigen die Geschichte und die Entwicklung vom 14. Jahrhundert bis ins 20. Jahrhundert. Unter den seltenen und kostbaren Stücken befinden sich auch allerlei Kuriositäten und einmalige Waffen, so zum Beispiel ein deutsches Orgelgeschütz des 15. Jahrhunderts als Vorgänger heutiger Schnellfeuerwaffen, hergestellt aus einem Baumstamm mit fünf eingeschobenen, kleinkalibrigen gusseisernen Rohren. Neben 90 Harnischen und Plattenpanzer-Rüstungen befinden sich Sturmhauben und Kampfhelme aus dem 15. bis 17. Jahrhundert. Die Exponate zeigen die Entwicklung von Schlagwaffen, Griffwaffen und etlichen Handfeuerwaffen. Hieb-, Stoß- und Schusswaffen jeglichen Kalibers runden die Sammlung ab. Die beeindruckende Waffensammlung beschränkt sich nicht nur auf europäische Waffen, sondern bietet auch „Exotisches“, so zum Beispiel persische Waffen und eine japanische Kampfausrüstung eines Samurai.
Im sogenannten Galeriebau westlich des Schlosses befindet sich zudem eine weitere Sammlung mittelalterlicher Folterinstrumente. Die Folterkammer mit ihren seltenen Instrumenten ist Zeugnis früherer Gerichtsbarkeit.

### Fürstliches Museum
Der Galeriebau, der 1862 bis 1867 nach Plänen von Baurat Carl Albert Krüger aus Düsseldorf entstand, beherbergt das Fürstliche Museum. Dieses wurde von Fürst Karl Anton, mit dem die Sammelleidenschaft im Hause Hohenzollern ihren Höhepunkt erreichte, beauftragt. Er machte am 5. Oktober 1867 seine Kunstschätze für die Öffentlichkeit zugänglich. Der Düsseldorfer Maler Andreas Müller gestaltete den Raum insgesamt als Kunstsaal. Das Museum zeigt bedeutende Kunstwerke aus der Sammlung des Fürsten, mit charakteristischen Werken schwäbischer Meister. Hier erzählen Werke aus den Bereichen Malerei, Bildhauerei, Glas- und Schmiedekunst Geschichten aus dem religiös geprägten Leben des 15. und 16. Jahrhunderts. Das Kunstmuseum wurde im Jahre 2007 saniert, ist aktuell aber nicht zu besichtigen.

### Vor- und Frühgeschichtliche Sammlung
Ebenfalls im Galeriebau befand sich im Untergeschoss die Vor- und Frühgeschichtliche Sammlung, eine der bedeutendsten in Baden-Württemberg. Die dort gelagerten Exponate stammen aus der Steinzeit bis zur Alamannenzeit (10.000 v. Chr. bis 700 n. Chr.), darunter auch Fundstücke aus der römischen Vergangenheit Sigmaringens. Neben seiner Leidenschaft für Waffen und die Jagd war Karl Anton passionierter Historiker und Altertumsforscher. 1881 fanden sich beim Bau von Wasserleitungen auf dem Sigmaringer Marktplatz römische Scherben und Eisenteile, diese Funde veranlassten ihn im Sommer 1881, Hofrat F. A. von Lehner damit zu beauftragen, im Gewann „Steinäcker“ nach einer Villa rustica zu suchen und diese archäologisch zu erforschen. Neben Fundstücken dieses Gutshofs befanden sich noch weitere Fundstücke ähnlicher Gutshöfe in den Sammlungen, so auch die der Grabung im Gewann „Wachtelhau“ und die des Römischen Gutshofes in Laucherthal.
2022 wurde die archäologische Sammlung an das Landesmuseum Württemberg in Stuttgart verkauft. Dadurch wurde sichergestellt, dass die Objekte dauerhaft und in ihrer gewachsenen Zusammenstellung erhalten bleiben und im Rahmen von Ausstellungen oder für die wissenschaftliche Forschung zugänglich sind. Für das Museum bedeutete die Übernahme einen großen Zugewinn, da es als Folge der Landesgliederung im 19. Jahrhundert bislang kaum Funde aus Hohenzollern-Sigmaringen besaß.

### Marstallmuseum

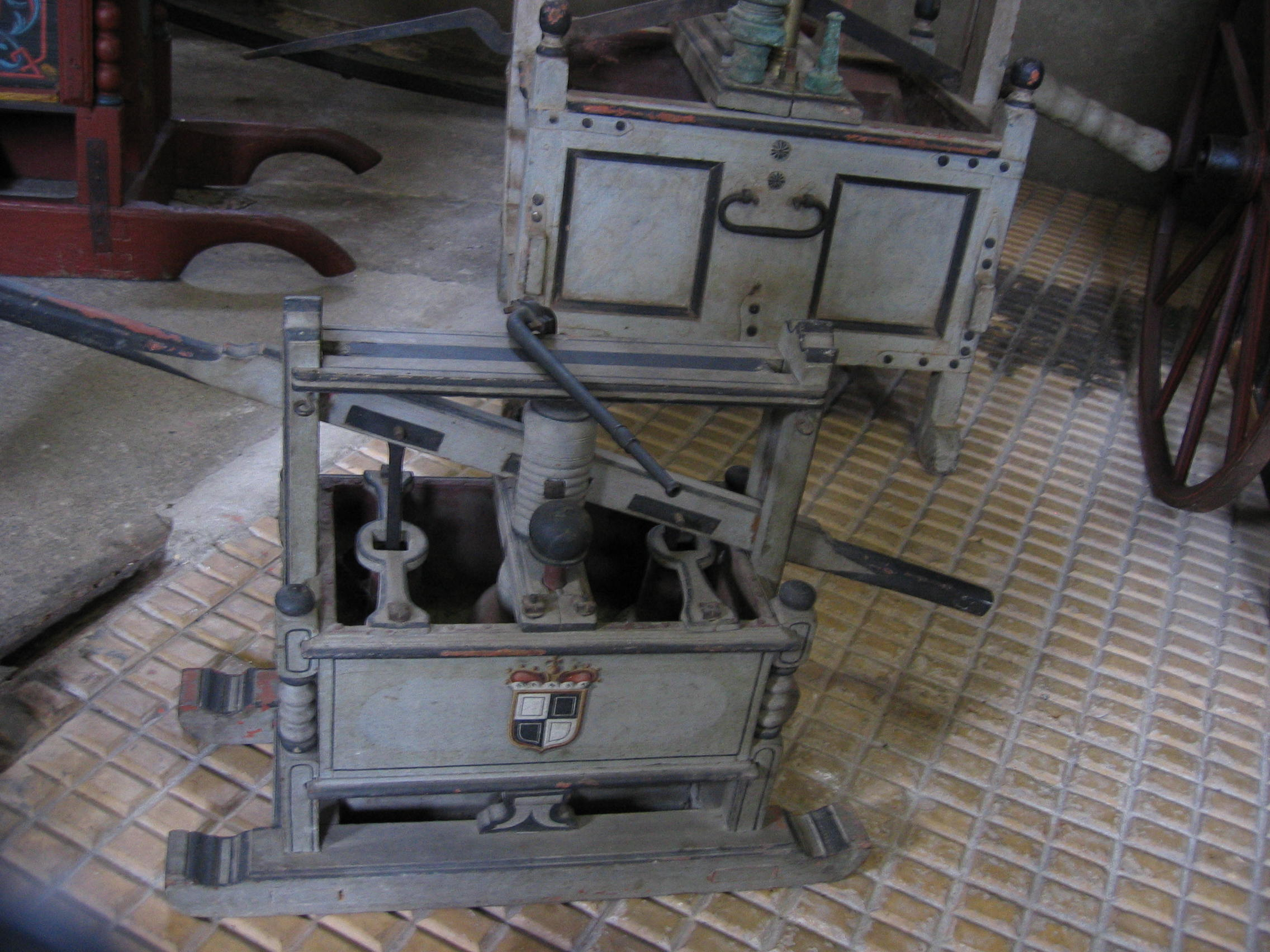
Im Marstallmuseum gezeigte Feuerlöschpumpen

Südwestlich des Schlosses in Talhanglage des Schlossberges befindet sich das sogenannte Marstall-Gebäude. Das Gebäude beinhaltet das Marstallmuseum, eine Ausstellung des fürstlichen Fuhrparks. 17 seltene Kutschen, Wagen, Schlitten und Sänften werden dort präsentiert, darunter ein besonders ausgestatteter Jagdwagen von 1800 und die „Gala-Berline“ des Fürsten Karl Anton, die dieser als Staatskutsche in Düsseldorf nutzte. Dazu Höfisches rund um den fürstlichen Marstall, so zum Beispiel Sättel, Hufeisen und Sporen. Einige ausgestellte Feuerlöschpumpen erinnern an den Schlossbrand von 1893, der drei Tage wütete, weil die Anschlussstücke der umliegenden Feuerwehren nicht aufeinander passten und deshalb das Wasser zum Teil in einer Kette mit Eimern aus der Donau von Hand den Berg hinauf gereicht werden musste, um den Brand zu löschen.

### Hofbibliothek
Die Fürstliche Hohenzollernsche Hofbibliothek Sigmaringen ist mit rund 200.000 Bänden eine der größten Privatbibliotheken Baden-Württembergs. Sie befindet sich im sogenannten Wilhelmsbau und zeichnet sich durch hohe Räume mit stuckverzierten Decken, langen Gängen mit meterhohen und -langen Regalen, in denen sich wertvolle Bücher aneinanderreihen, aus. Kunstwerke zieren die Räume. Die Hofbibliothek hat einen universalwissenschaftlichen Charakter. Es gibt Schwerpunkte in den Bereichen Literatur, Kunst und Geschichte, vor allem in der Regionalgeschichte. Darüber hinaus sind auch andere Wissenschaften vertreten. Gut bestückt ist die Hofbibliothek ferner in den Themen Forst, Heraldik (Wappenkunde) und Genealogie, Themen, die im Adel eine besondere Rolle spielen. Fürst Friedrich war ein großer Orchideen-Liebhaber gewesen, deshalb ist die Hofbibliothek zum Beispiel in diesem Bereich gut sortiert. Die Hofbibliothek verfügt über einen größeren Bestand an Romanen und gehobener Unterhaltungsliteratur, der zu den Öffnungszeiten zur Ausleihe zur Verfügung steht. Im Bestand, den das Haus Hohenzollern-Sigmaringen seit Herrschaftsbeginn 1535 pflegt, finden sich wertvolle alte Handschriften, so zum Beispiel ein sogenanntes Legendarium, eine Sammlung von Heiligenlegenden aus dem 12. Jahrhundert.
Das Schlossarchiv umfasst nahezu zwei Kilometer historische Dokumente. Diese geben zum Beispiel Auskunft über Graf Johann von Hohenzollern-Sigmaringen, der 1623 zur Fürstenwürde gelangte, oder belegen, was es mit dem Vertrag von 1849 auf sich hat, der die Übergabe der hohenzollerischen Fürstentümer an Preußen besiegelte.

## Historische Postkarten

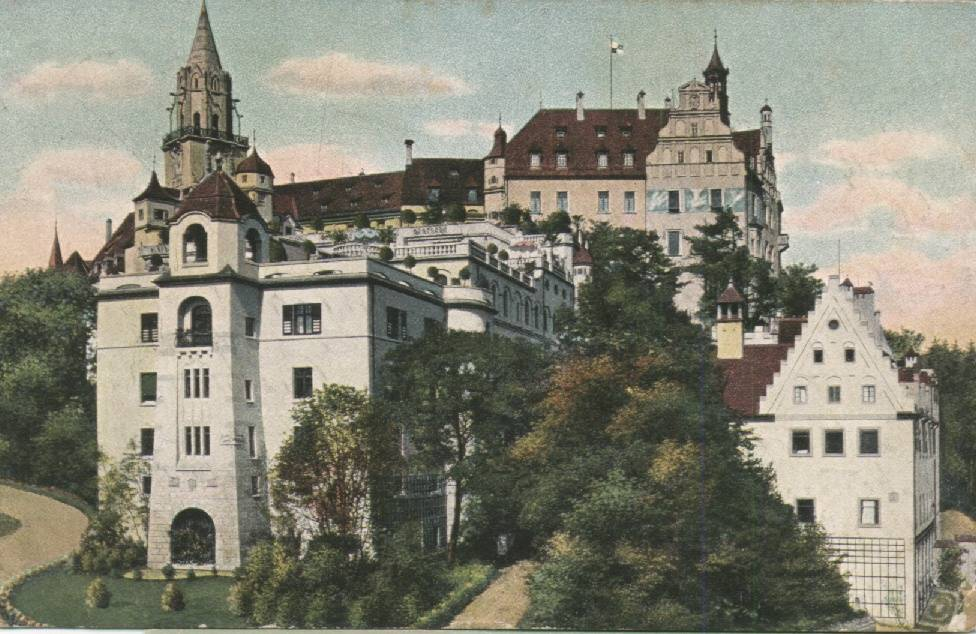
Schloss Südseite (ca. 1905)
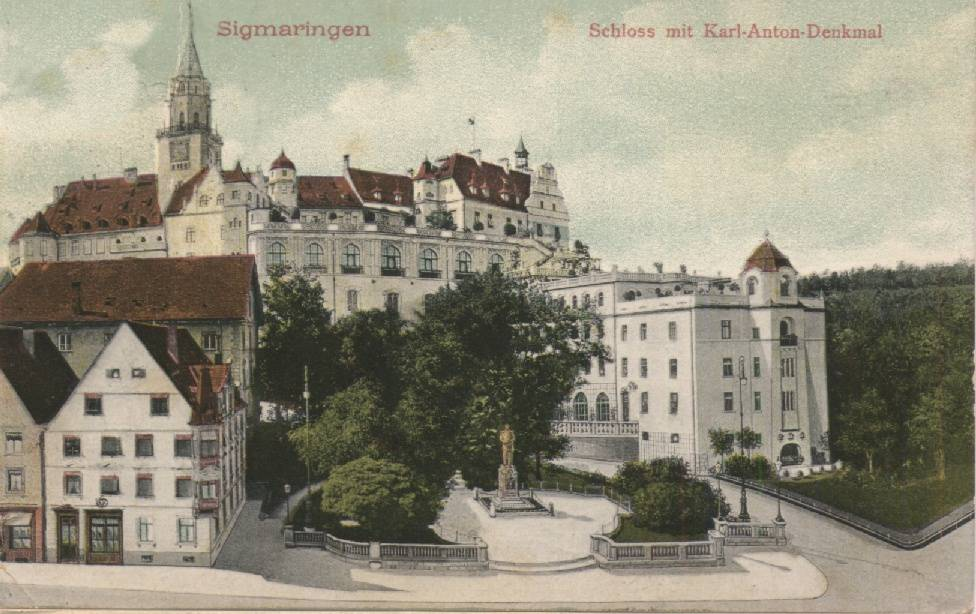
Schloss mit Karl-Anton-Denkmal (ca. 1905)
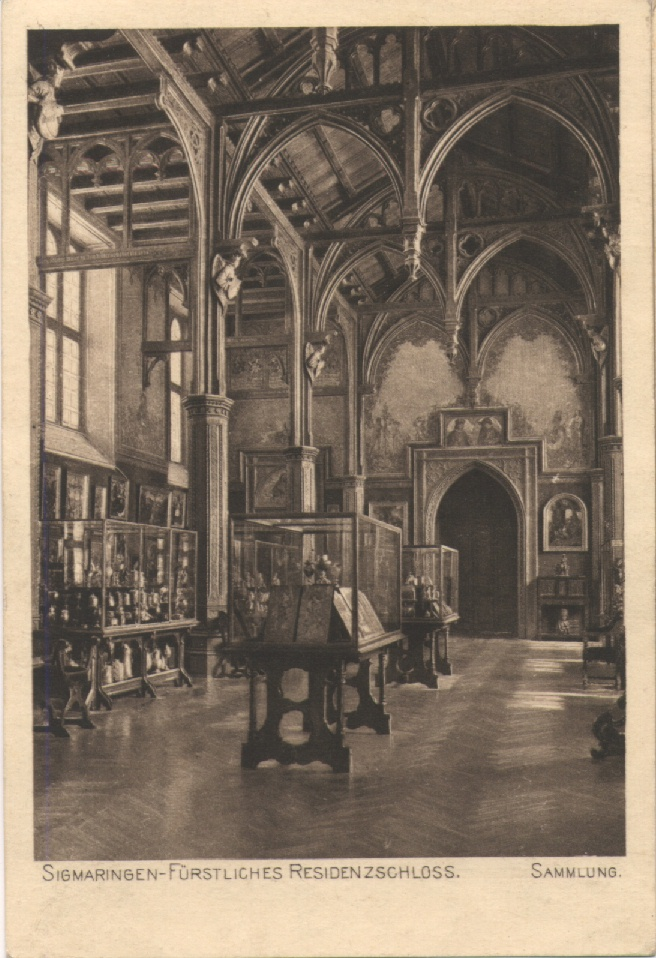
Sammlung im Schloss (ca. 1915)
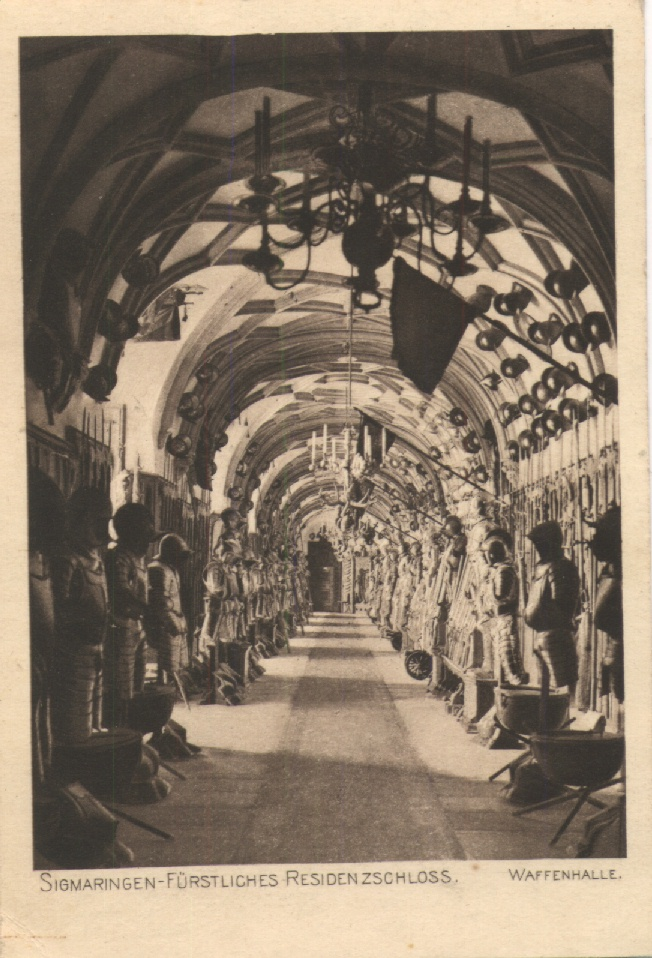
Waffenhalle (ca. 1915)
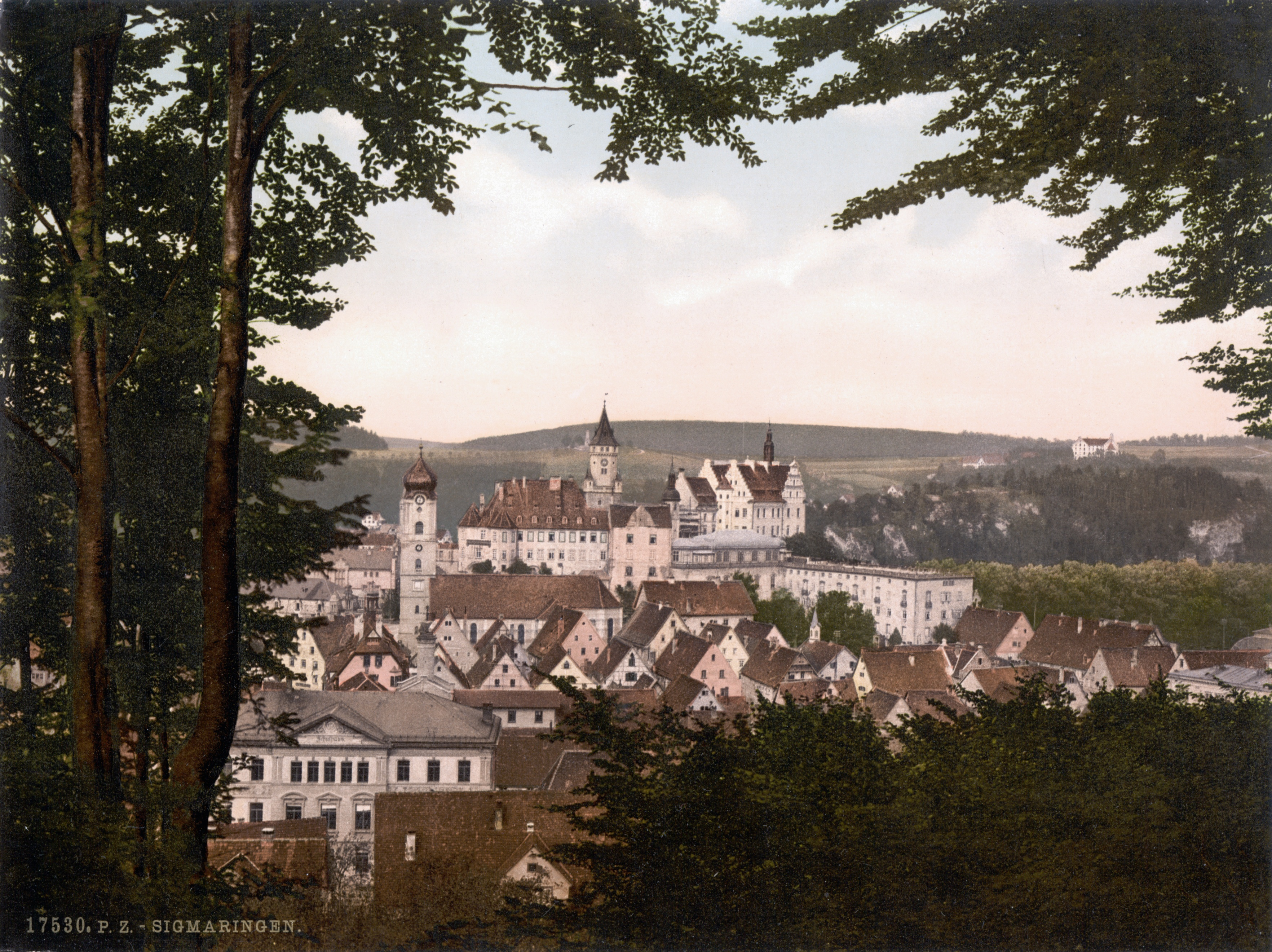
Schloss (ca. 1900)
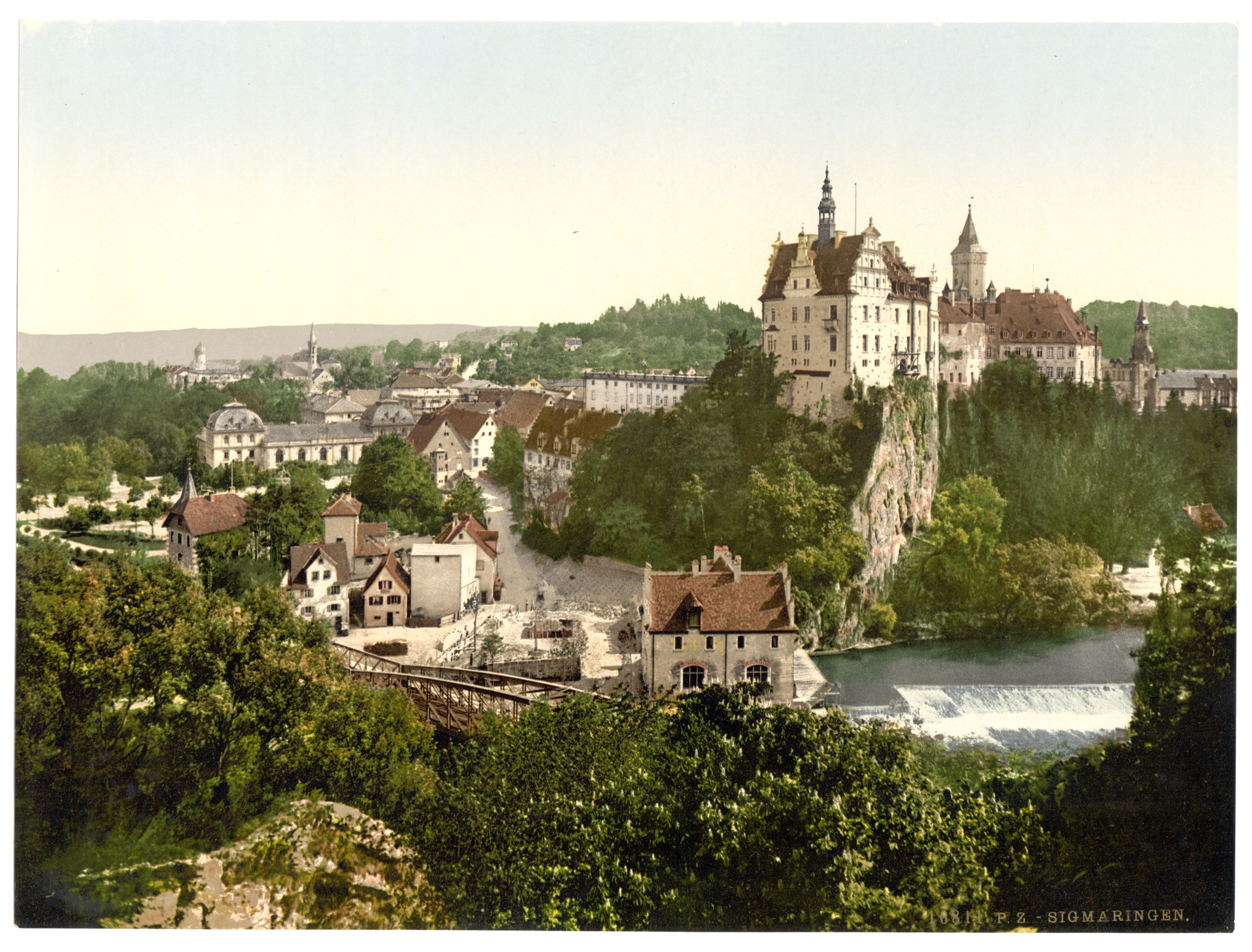
Schloss (ca. 1900)